# Günter Adolphi
Günter Adolphi, auch Günther Adolphi (* 18. Februar 1902 in Riga, Gouvernement Livland, Russisches Kaiserreich; † 26. August 1982 in Merseburg, DDR), war ein deutscher Verfahrenstechniker und von 1961 bis 1967 Hochschullehrer an der Technischen Hochschule für Chemie in Merseburg. Von 1943 bis 1945 war er in leitender Funktion in einer Produktionsanlage der IG Farben in Auschwitz-Monowitz tätig.

## Biografie
Adolphi war der Sohn eines Beamten. Er leistete 1920 nach dem Abitur Wehrdienst in der lettischen Armee. 1921 bis 1926 studierte er an der Technischen Hochschule Dresden und in Berlin. 1926 und 1927 arbeitete er als Montageschlosser in diversen Firmen in den USA. 1928 bis 1934 war Adolphi Betriebsleiter des US-Konzerns Corn Products Refining Company. 1934 und 1935 war er Ingenieur im Magdeburger Friedrich Krupp AG Grusonwerk und ab 1935 Betriebsleiter im Ammoniakwerk Merseburg (Leuna-Werke).
Adolphi trat 1936 in das NSKK ein, er beantragte am 3. Juli 1937 die Aufnahme in die NSDAP und wurde rückwirkend zum 1. Mai desselben Jahres aufgenommen (Mitgliedsnummer 4.227.242). Von 1943 bis 1945 wurde Adolphi in leitender Funktion in einer Produktionsanlage der IG Farben in Auschwitz-Monowitz eingesetzt, in dem KZ-Häftlinge des KZ Auschwitz III Monowitz als Zwangsarbeiter beschäftigt waren. Nach Kriegsende trat Adolphi in die SED ein.
Aus später veröffentlichten Akten des Ministeriums für Staatssicherheit (MfS) der DDR geht hervor, dass Adolphi in Monowitz die rechte Hand des Betriebsleiters Walter Dürrfeld war. Dieser wurde beim IG-Farben-Prozess 1947/48 als Kriegsverbrecher zu acht Jahren Haft verurteilt.
1965 wurde Adolphi vor einen weiteren IG-Farben-Prozess in der Bundesrepublik Deutschland als Zeuge geladen. Adolphi lehnte diese Aufforderung ab. Trotzdem kam es in diesem Zusammenhang zu einem Verhör durch das MfS, in dem er die Aussage verweigerte. Die Rolle Adolphis in der NS-Zeit ist nicht abschließend geklärt und Gegenstand aktueller Forschung (Stand: 2015).
Ab 1949 war Adolphi Leiter des Verfahrenstechnikums und der chemischen Versuchsabteilung der Leuna-Werke. Von 1961 bis 1967 war Adolphi Direktor und Professor am 1958 gegründeten Institut für Verfahrenstechnik an der Technischen Hochschule Leuna-Merseburg. Das Institut war das größte seiner Art in Mitteleuropa. 1967 wurde Adolphi emeritiert.

## Familie
Sein Sohn Hans Velten Adolphi (16. November 1932–17. Dezember 2005) lehrte an der Technischen Hochschule Leuna-Merseburg in der DDR-Zeit und bis zu seiner Emeritierung 1997 an der Fachhochschule Merseburg als Professor das Fach Thermische Verfahrenstechnik. Auch nach seiner Emeritierung war er hier noch bis um 2002 tätig.

## Werk
Wichtigste Arbeitsgebiete von Adolphi waren Stofftrennprozesse und Probleme der Wärme- und Stoffübertragung. Adolphi leitete ab 1967 den Übergang der Verfahrenstechnik aus einer Vertiefungsrichtung des Maschinenbaus in eine eigene Studienrichtung ein. Adolphi übersetzte zahlreiche russische Standardschriften zur Verfahrenstechnik und gab zahlreiche Publikationen heraus. Zudem hielt er diverse Patente.

## Ehrungen
- 1956 Ehrentitel Verdienter Erfinder[6]
- 1968 Clemens-Winkler-Medaille
- 1972 Ehrenprofessor der Technischen Hochschule für Chemie in Merseburg
- 1977 Ehrenprofessor des Technologischen Instituts Lensowjet in Leningrad[7]
- 2014 wurde in Merseburg die zur ortsansässigen Hochschule führende Straße auf Vorschlag der Hochschule in Günther-Adolphi-Straße umbenannt.[2] Im Juli 2015 wurden die Straßennamen jedoch nach Protesten überklebt, da die Widmung bis zur Klärung der Rolle Adolphis in der NS-Zeit ruhe.[8] Im August 2019 wurde die Straße schließlich in Friedrich-Zollinger-Straße umbenannt.[9]

## Bücher
- Autorenkollektiv (G. Adolphi als federführender Autor, R. Irrgang, K.-E. Militzer, S. Kattanek, H. Robel, M. Schubert): Lehrbuch der chemischen Verfahrenstechnik, VEB Deutscher Verlag für Grundstoffindustrie, Leipzig 1967, DDR
- G. Adolphi und Hans Velten Adolphi: Grundzüge der Verfahrenstechnik, VEB Deutscher Verlag für Grundstoffindustrie, Leipzig 1970, DDR
- Autorenkollektiv (G. Adolphi et al.): "Verfahrenstechnik – Lehr- und Lernmaterialien für die Aus- und Weiterbildung". VEB Deutscher Verlag für Grundstoffindustrie, Leipzig 1974, DDR.
- Autorenkollektiv (G. Adolphi et al.): ABC Verfahrenstechnik, VEB Deutscher Verlag für Grundstoffindustrie, Leipzig 1979, DDR

Von G. Adolphi aus dem Russischen ins Deutsche übersetzte Bücher sind:
- A.G. Kassatkin: Chemische Verfahrenstechnik, Band I und II, Verlag Technik, Berlin 1958, DDR
- P.G. Romankow (Institut Lensowjet in Leningrad), K.F. Pawlow, A.A. Noskow (Institut Lensowjet in Leningrad): Beispiele und Übungsaufgaben zur Chemischen Verfahrenstechnik, VEB Deutscher Verlag für Grundstoffindustrie, Leipzig 1963, DDR